# روبرت إل. بيكون
روبرت إل. بيكون هو سياسي أمريكي، ولد في 23 يوليو 1884 في Jamaica Plain ‏ في الولايات المتحدة، وتوفي في 12 سبتمبر 1938 في ليك ساكسس في الولايات المتحدة. نشط حزبياً في الحزب الجمهوري. وقد انتخب عضو مجلس النواب الأمريكي ‏.